# Terminal Tower
Terminal Tower es un rascacielos emblemático de 52 pisos y 235 m inspirado en la Giralda de Sevilla, España, ubicado en Public Square en el centro de Cleveland, la segunda ciudad más poblada del estado de Ohio (Estados Unidos). Construido durante el auge de los rascacielos de las décadas de 1920 y 1930, fue el segundo edificio más alto del mundo cuando se completó. Fue el edificio más alto del mundo fuera de New York hasta la construcción del Prudential Tower en Boston en los años 1960. A su vez, fue el edificio más alto del estado de Ohio hasta la finalización de Key Tower en 1991, y sigue siendo el segundo edificio más alto del estado. El edificio es parte del desarrollo de uso mixto Tower City Center, y sus principales inquilinos incluyen Forest City Enterprises, antiguo propietario del edificio, que mantuvo su sede corporativa allí hasta 2018, y Riverside Company. Fue diseñada por el estudio de arquitectura Graham Anderson Probst and White.